# Centro Federal de Educação Tecnológica de Minas Gerais
Centro Federal de Educação Tecnológica de Minas Gerais (CEFET-MG) este o instituție de invățământ superior de stat din Belo Horizonte, Minas Gerais, Brazilia.
A fost infiintata in anul 1910.